# Duc de Villahermosa
Le titre de duc de Villahermosa est créé en 1476 par le roi Jean II d'Aragon pour son fils illégitime Alfonso de Aragón y de Escobar. le duché est créé autour de la ville de Villahermosa del Río, au sein du royaume de Valence.

## Liste des ducs de Villahermosa
1. Alfonso de Aragón y de Escobar (en) (1417–1495) ;
2. Alfonso de Aragón y de Sotomayor (es) (1479–1513) ;
3. Ferrante Sanseverino (1507–1568) ;
4. Martín de Gurrea y Aragón (en) (1525–1581) ;
5. Fernando de Gurrea y Aragón (es) (1546–1592) ;
6. Francisco de Gurrea y Aragón (es) (1551–1622) ;
7. María Luisa de Aragón y de Gurrea ;
8. Fernando Manuel de Aragón de Gurrea y de Borja ;
9. Carlos de Aragón de Gurrea y de Borja ;
10. José Claudio de Aragón y Gurrea de Castro Pinós ;
11. Juan Pablo de Aragón-Azlor (en) (1730–1790) ;
12. Víctor Amadeo de Aragón-Azlor y Pignatelli de Aragón ;
13. José Antonio de Aragón-Azlor (ca) (1785–1852) ;
14. Marcelino de Aragón-Azlor (es) (1815–1888) ;
15. María del Carmen de Aragón-Azlor (es) (1841–1905) ;
16. José Antonio de Aragón-Azlor (es) (1873–1960) ;
17. José Antonio Azlor de Aragón y Hurtado de Zaldivar ;
18. María del Pilar Azlor de Aragón y Guillamas ;
19. Álvaro de Urzáiz y Azlor de Aragón ;